# Tina DeRosa
Tina DeRosa (uneori transcrisă și ca De Rosa, născută Antoinette Marie De Rosa; n. 20 octombrie 1944, Chicago, Illinois, SUA – d. 3 februarie 2007, Park Ridge, Illinois, SUA) a fost o scriitoare americană de origine italiană, cunoscută îndeosebi pentru romanul Paper Fish. De asemenea, a scris poezii și nuvele.

## Biografie
Născută în Chicago în 1944, tatăl fiind Anthony DeRosa, ofițer de poliție, și mama Sophie Norkus, a crescut în cartierul Little Italy.
După ce și-a pierdut tatăl și bunica în adolescență, s-a confruntat cu sentimentele de durere în scris. A absolvit colegiul Mundelein în 1966, predând compoziția în timp ce lucra la teza sa de masterat.
În 1980 a publicat romanul său autobiografic Paper Fish (Hârtie de pește), lansat în Italia în 2007, cu titlul de Pesci di carta.
A trăit ultimii ani de viață în Park Ridge, Illinois. În 2005, s-a convertit de la catolicism la religia ortodoxă greacă. A murit la 3 februarie 2007.

## Citat
- Nu sunt un scriitor italiano-american. Sunt doar Tina și eu sunt doar un scriitor.[3]